# ثمردشت (تفرش)
ثمردشت (تفرش)، روستایی از توابع بخش مرکزی شهرستان تفرش در استان مرکزی ایران است.نام قدیم این روستا خرک بوده است که بعدا به ثمردشت تغییر پیدا کرد

## جمعیت
این روستا در دهستان رودبار قرار دارد و براساس سرشماری مرکز آمار ایران در سال ۱۳۸۵، جمعیت آن ۱۰۹ نفر (۲۸خانوار) بوده‌است.